# Градсько (община)
Общи́на Гра́дсько (мак. Општина Градско) — община в Північній Македонії. Адміністративний центр — село Градсько. Розташована в центральній частині Македонії у складі Вардарського регіону з населенням 3 760 осіб, які проживають на площі — 236,19 км².

## Населені пункти
| №  | Населений пункт | Населення, осіб (2002) |
| -- | --------------- | ---------------------- |
| 1  | Виничани        | 569                    |
| 2  | Водоврати       | 379                    |
| 3  | Горно-Чичево    | 22                     |
| 4  | Градсько        | 2219                   |
| 5  | Грнчиште        | 1                      |
| 6  | Долно-Чичево    | 72                     |
| 7  | Кочилари        | 130                    |
| 8  | Ногаєвці        | 239                    |
| 9  | Подлес          | 49                     |
| 10 | Уланці          | 80                     |

| Північна Македонія | Це незавершена стаття з географії Північної Македонії. Ви можете допомогти проєкту, виправивши або дописавши її. |